# Marvel Studios
Marvel Studios, LLC (mellan 1993 och 1996 känt som Marvel Films) är en amerikansk TV- och filmstudio, baserad i Burbank, Kalifornien. Studion är ett dotterbolag till Marvel Entertainment, som i sin tur sedan 2009 ägs av The Walt Disney Company. Eftersom det är en del av Disney-koncernen samarbetar Marvel Studios med The Walt Disney Studios, en annan Disney-enhet, inom distribution och marknadsföring.
Sedan 2008 har Marvel Studios släppt 35 filmer inom Marvel Cinematic Universe, från Iron Man (2008) till Captain America: Brave New World (2025).